# Stingari il bandito sentimentale
Stingari il bandito sentimentale  (Stingaree) è un film del 1934 diretto da William Wellman (William A. Wellman).

## Produzione
Il film fu prodotto dalla RKO Radio Pictures. Le riprese durarono dal 12 febbraio al 20 marzo 1934.

## Distribuzione
Il copyright del film, richiesto dalla RKO Radio Pictures, fu registrato il 24 maggio 1934 con il numero LP4740. Il film uscì nelle sale cinematografiche statunitensi il 25 maggio dopo essere stato presentato in prima a New York il 17 maggio 1934.